# فرودگاه لی وینینگ
فرودگاه لی وینینگ (به انگلیسی: Lee Vining Airport) یک فرودگاه همگانی بهره‌برداری هوایی است که یک باند فرود آسفالت دارد و طول باند آن ۱۲۴۷ متر است. این فرودگاه در کشور ایالات متحده آمریکا قرار دارد و در ارتفاع ۲۰۷۳ متری از سطح دریا واقع شده است.